# Ладлэм, Скотт

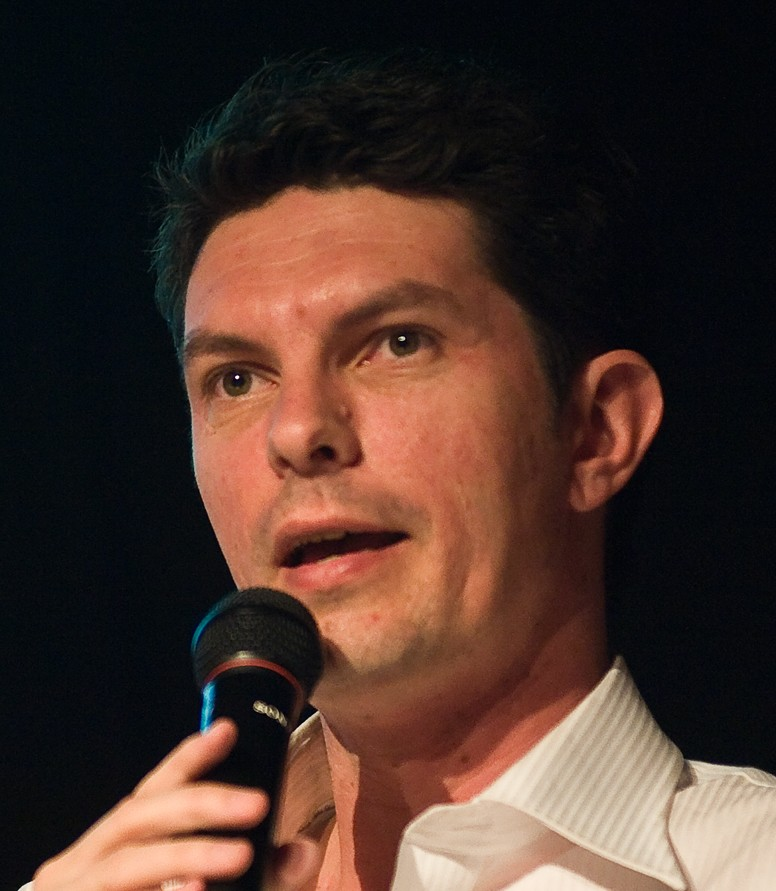
Ладлэм на GLAM-wiki, Канберра, 2009 год.

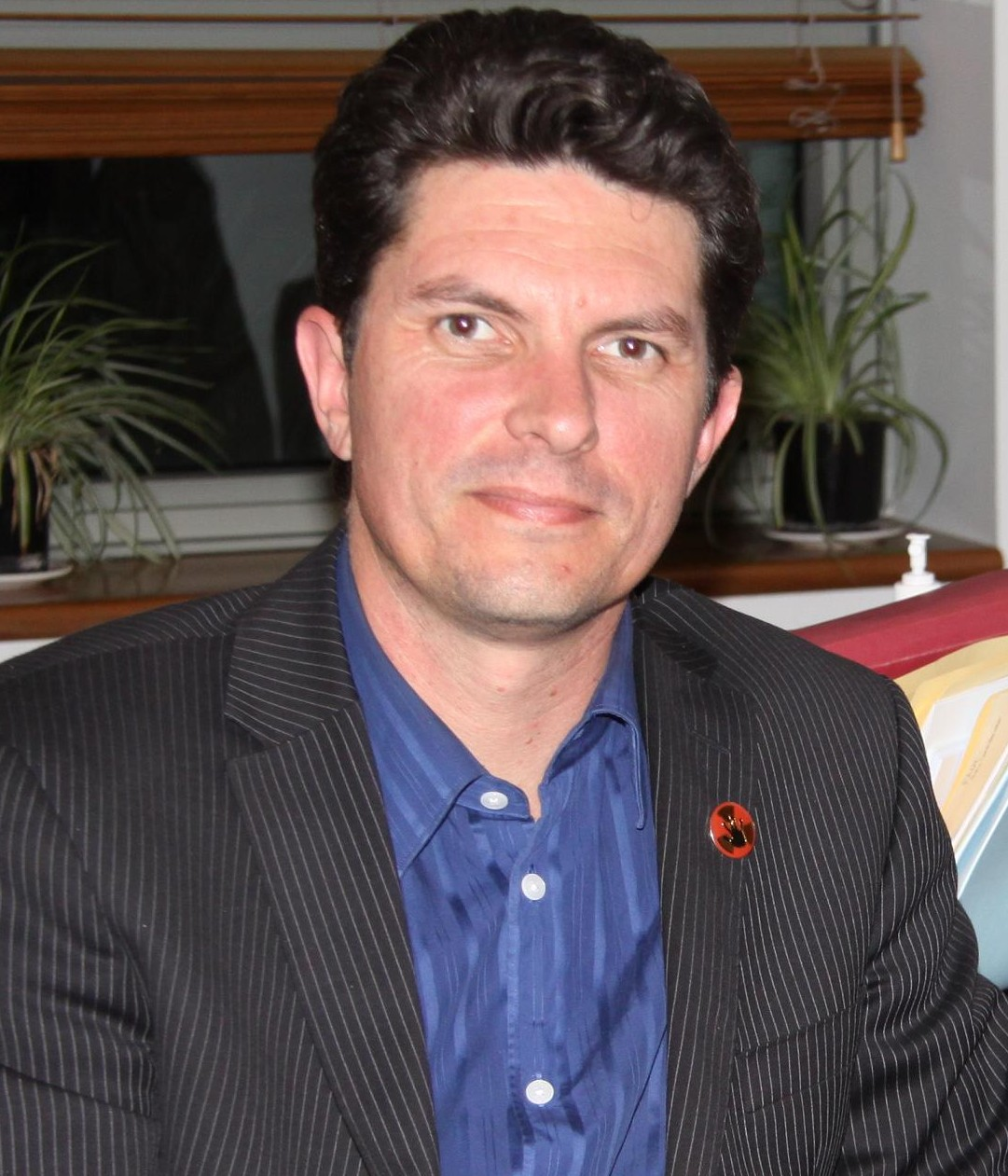
Ладлэм на встрече Cluster Munition Coalition, 2011 год.

Скотт Ладлэм (англ. Scott Ludlam; 10 января 1970, Палмерстон-Норт, Новая Зеландия) — австралийский политический и государственный деятель, член Партии зелёных, член Сената Австралии с 1 июля 2008 года от Западной Австралии.

## Биография

### Молодые годы
Скотт Ладлэм родился 10 января 1970 года в Палмерстон-Норт в Новой Зеландии, а затем переехал в Западную Австралию. Изучал графический дизайн в Университете Кёртина, а затем политические науки в Университете Мёрдока. Работал графическим дизайнером, режиссёром и художником.

### Политическая карьера
На выборах 2001 года в Западной Австралии, Ладлэм потерпел поражение являясь вторым кандидатом на от Партии зелёных в верхнюю палату парламента штата от горно-пасторального избирательного региона. С 2001 по 2005 год Ладлэм работал помощником сенатора от зелёных Робина Чаппле. С 2005 по 2007 год работал коммуникационным офицером у сенатора от зелёных Рэйчел Сайуэрт. На выборах штата 2005 года, Ладлэм безуспешно оспаривал место от Мерчисон-Эйр, получив 4,98 процентов на первичном голосовании.
На федеральных выборах 2007 года, Ладлэм был избран в австралийский сенат от Западной Австралии. Он занял своё место 26 августа 2008 года.
Перед федеральными выборами 2013 года, Ладлэм выступил с критикой премьер-министра Тони Эбботта, отметив, что «мы все еще живем в умеренно высоко функционирующей демократии, хотя в настоящее время, вслепую», но «она лучше чем некоторые из альтернатив». По предварительным результатам Ладлэм проходил в Сенат, однако позже появились данные о том, что он потерял место, которое вместо него заняла Женя Ванг от Палмеровской объединённой партии. Голоса были пересчитаны, и по ним Ладлэм с кандидатом от Австралийской спортивной партии Уэйном Дропуличем получил пятое и шестое места соответственно. Позже, Ладлэм сам запросил новый официальный пересчёт и выяснилось, что пропали 1375 бюллетеней. Затем Высокий суд постановил признать результаты выборов недействительными и назначил новые выборы. По итогам выборов 5 апреля 2014 года Ладлэм беспрепятственно прошёл в сенат, так как зелёные увеличили долю поддержки в Западной Австралии с 9,5 до 15,6 процента.
Ладлэм является одним из 10 сенаторов от партии Зелёных и членом комитетов по коммуникациям, жилищному строительству, наследию, ядерных вопросов, инфраструктуры, устойчивого развития городов, помощи по вопросам обороны, ресурсов и энергетики. Он участвует в большом числе политических кампаний, в том числе против добычи урана в Джабилуке и Западной Австралии, ядерного оружия, военных баз за рубежом, в поддержку прав аборигенов на земли, признание изменения климата, пропаганду честной торговли, реформу глобализации и энергетического рынка. С момента вступления на пост сенатора, Ладлэм выступал за укрепление гарантий общественной собственности Национальной широкополосной сети и справедливый подход к деятельности Джулиана Ассанжа и организации «WikiLeaks». После раскрытия информации о системе слежки «PRISM» Агентства национальной безопасности США и о сотрудничестве с ним австралийских спецслужб, Ладлэм, отметив, что «целью американской разведки, кажется, является каждый», сказал, что в период с июля 2010 года по июнь 2011 года было выдано 243 631 ордеров для получения телекоммуникационных отчётов, что значительно затмило 3500 разрешённых по законодательству:

Нами уже сделаны некоторые довольно опасные шаги в этой стране по приближению к государству наблюдения, и не то, что многие из нас либо заинтересованы или знают, что происходит, в том числе люди, как я, которые должны знать больше, что наш друг и партнер — США — довольно быстро движется к авторитарному государству.
Оригинальный текст (англ.)We've already taken some pretty dangerous steps in this country towards the surveillance state, and not that many of us are either interested or aware that it's going on, including people like me who should know better... Our friend and ally the United States is transitioning quite rapidly into an authoritarian state.

Лэдлам последовательно выступает против интернет-цензуры и за защиту разнообразия средств массовой информации, за мир и разоружение, против применения беспилотных летательных аппаратов, против войны в Ираке и в Афганистане с незаконным привлечением вооружённых сил Австралии.
В сентябре 2014 года, на сенатских слушаниях закона о расширении полномочий Австралийской службы безопасности и разведки по слежению за всем пространством Интернета, Ладлэм высказался против принятия этого проекта. В октябре Лэдлам принял участие в съёмках видеоролика сатирического Интернет-шоу «Juice Rap News», выпущенного к саммиту G20 в Брисбене, в котором вместе с австралийскими рэперами раскритиковал политику премьер-министра Тони Эбботта и назвал федеральные законы фашистскими в духе Оруэлла.
6 мая 2015 года Ладлэм без особых сложностей был избран заместителем лидера австралийских зелёных вместе с сенатором Ларисой Уотерс. Это случилось после того как Кристин Милн отказалась от руководства партией.

### Общественная деятельность
В 2007 году Ладлэм снял 30-минутный документальный фильм «Климат надежды» — о том, что атомная энергетика не является решением проблемы изменения климата. В 2011 году Ладлэм помог добиться выделения 264 миллионов долларов США в Национальную схему доступности аренды для строительства тысяч доступных арендных домов. В начале 2010-х годов Ладлэм создал приложение «Bike Blackspot» для смартфонов «Apple», позволяющее сообщать государственным органам о неудовлетворительном состоянии или отсутствии велосипедных дорожек с обеспечением обратной связи по вопросам инфраструктуры и безопасности. Однако кампания зелёных по распространению приложения была проигнорирована властями, а существующие программы по обустройству велосипедной инфраструктуры были урезаны.
3 ноября 2016 года Лудлам объявил, что берёт отпуск, чтобы лечиться от депрессии и тревоги.
7 октября 2019 года Ладлэм был арестован во время акции протеста Extinction Rebellion.
В мае 2021 года его книга «Полный круг: поиск будущего мира» (англ. Full Circle: A search for the world that comes next) была опубликована Black Inc.